# Нарембский, Стефан
Сте́фан Наре́мбский (пол. Stefan Narębski; 23 января (4 февраля) 1892, Грозный — 16 ноября 1966, Варшава) — польский архитектор, историк искусства, профессор Университета Стефана Батория в Вильне и Университета Николая Коперника в Торуне.

## Биография
Сын военного врача, служившего в Гродно, Вильне, Грозном. После его смерти мать с детьми переехала в Вильну. Стефан Нарембский окончил в Вильне реальное училище (1907). В 1911—1916 годах учился в Институте гражданских инженеров императора Николая I в Санкт-Петербурге. В реальном училище и в институте участвовал в деятельности польских патриотических молодёжных кружков. Во время Первой мировой войны в 1916—1918 годах служил в российской армии. В 1919 году начал учёбу на отделении архитектуры варшавской Политехники (диплом архитектора получил в 1922 году); одновременно работал.
В 1927—1928 годах был городским архитектором города Вроцлавек, выступал в периодической печати по вопросам застройки. В 1928—1937 годах был городским архитектором в Вильне.
В Вильно Нарембский жил в доме, который сам же и спроектировал, неподалёку от Лукишской площади. Здесь бывали Юлиуш Клос, Станислав Лоренц, Фердинанд Рущиц, Ежи Хоппен.

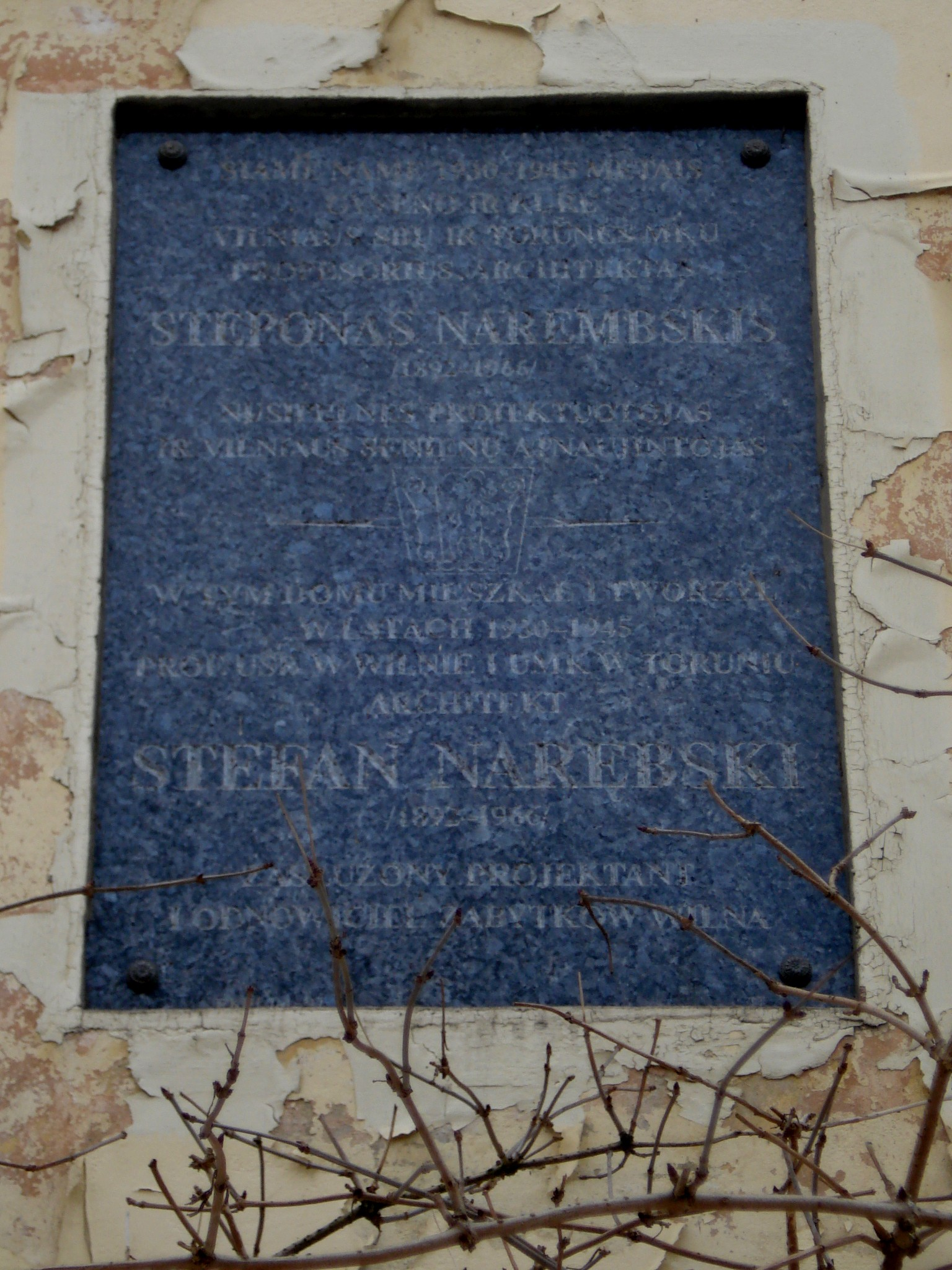
Мемориальная плита на доме Нарембского

В 1935—1937 годах читал на отделении изящных искусств Университета Стефана Батория лекции по консервации памятников архитектуры. С 1937 года в должности профессора экстраординарного преподавал курс проектирования интерьеров. Состоял членом Виленского общества художников (Wileńskie Towarzystwo Artystów Plasytków), Общества друзей науки (Towarzystwo Przyjaciół Nauk), избирался председателем виленского отделения Объединения архитекторов Речи Посполитой Польской (SARP).
Во время Второй мировой войны (при «первых советах») работал в Промпроекте (1940—1941). Во время немецкой оккупации Вильны торговал антиквариатом (в помещении магазина также проходили нелегальные учебные занятия и собрания участников сопротивления). В 1943 году в Правенишках под Каунасом содержался в заключении как заложник. После войны обосновался в Торуне.
С 1946 года и до выхода на пенсию в 1962 году руководил кафедрой проектирования Университета Николая Коперника. Был воеводским архитектором.
Сын архитектора Войцех Нарембский стал профессором химии, специалистом по геохимии; другой сын Юлиуш (1927—1993) — профессором медицины. Дочь архитектора Барбара Нарембская (в замужестве Дембская; 1921—2000) стала художницей. Умер Стефан Нарембского в Варшаве. Похоронен на кладбище на улице Галчинского в Торуне. На доме в Вильнюсе, в котором архитектор жил и творил в 1930—1945 годах, установлена мемориальная таблица с текстом на литовском и польском языках.

## Проекты

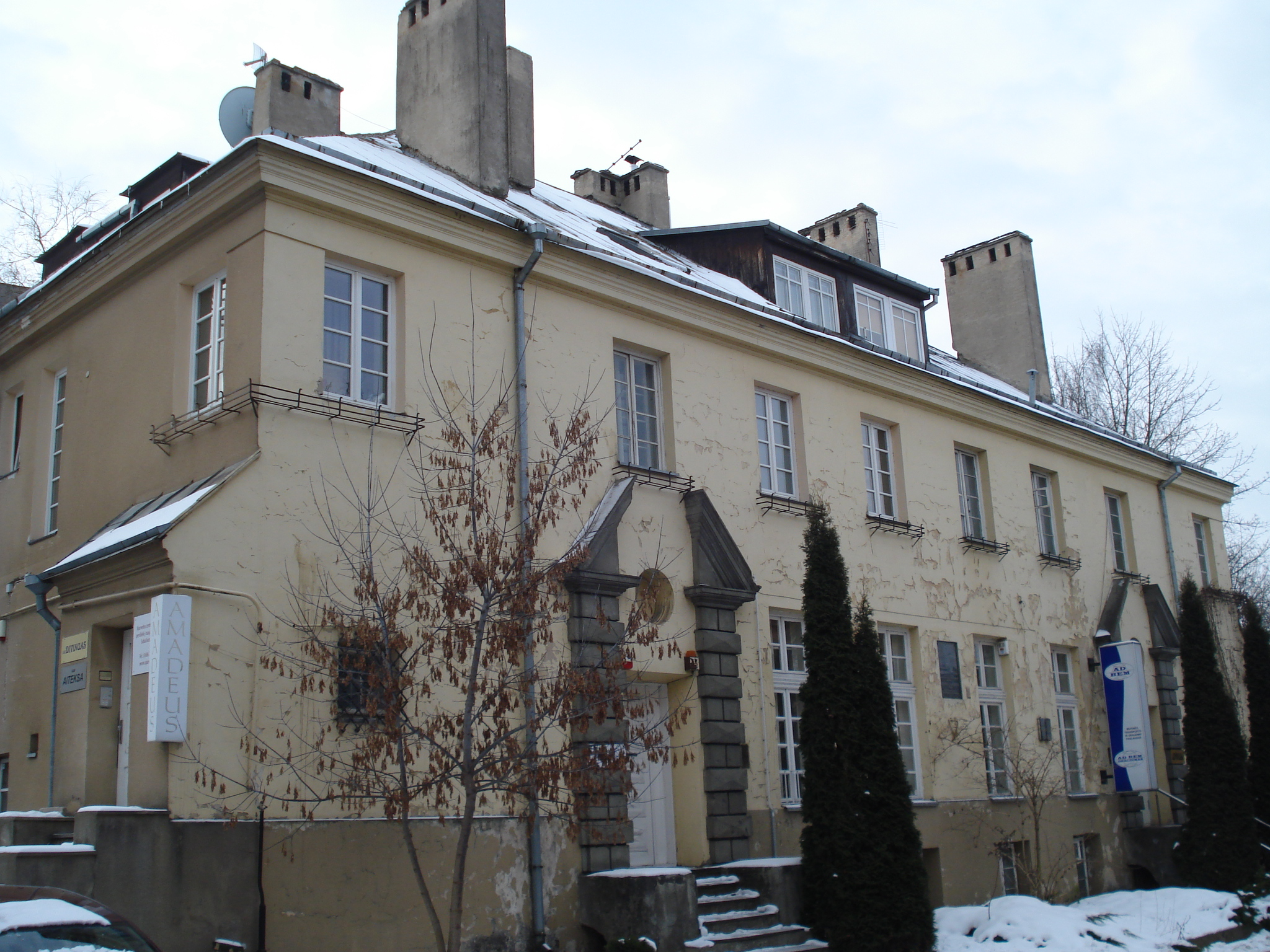
Дом Нарембского

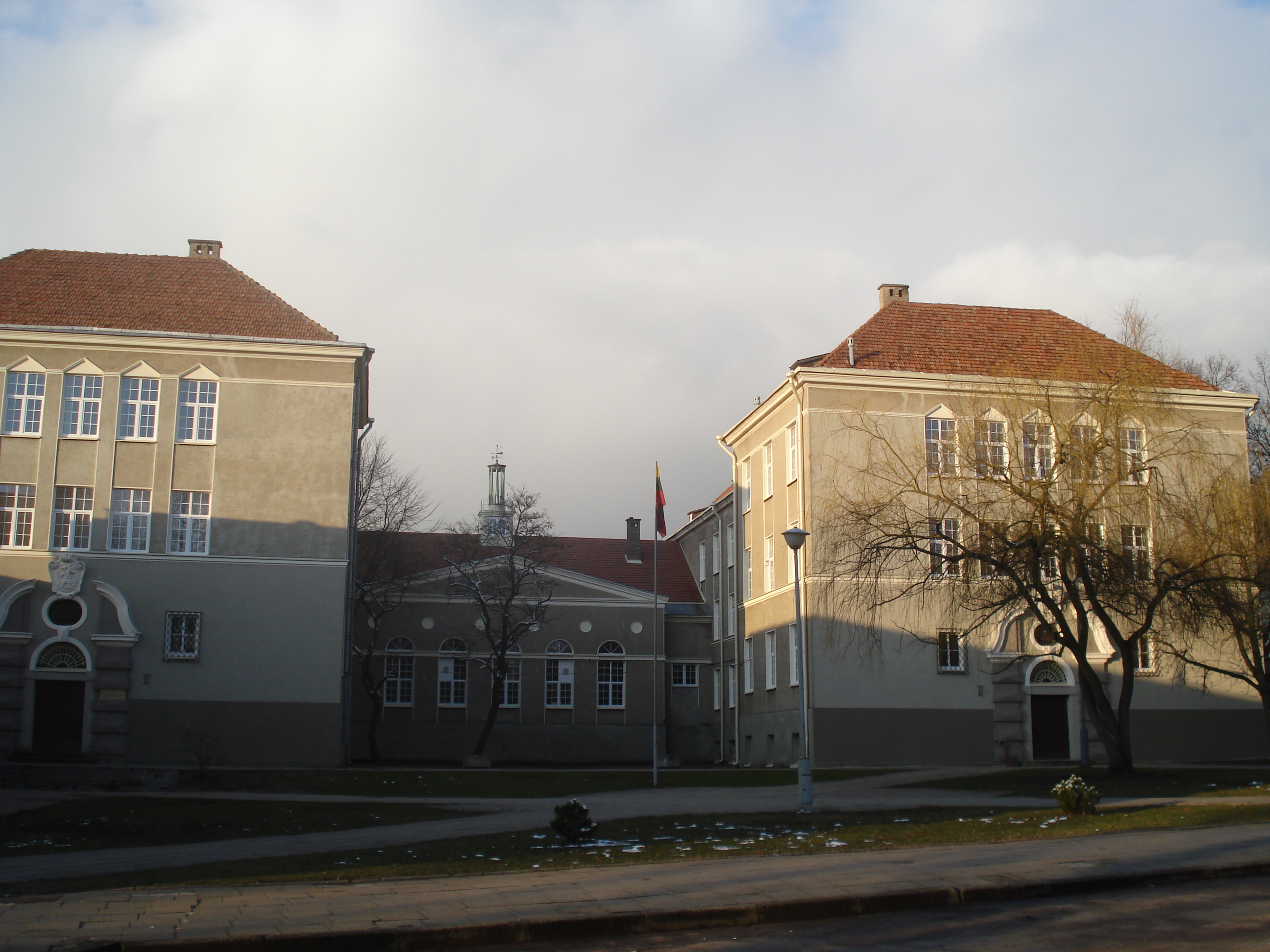
Школа на Антоколе

Важнейшие проекты реализованы в Вильнюсе. К ним относятся проект собственного двухэтажного дома в Монтвилловском переулке 4/6 (1929), ныне улица Ю. Савицкё 4 (J. Savickio g. 4).
По проекту Нарембского, характерному для его творческого почерка, построена также средней школы на Антоколе (1930—1931, по другим сведениям 1929—1930). Другие важные проекты архитектора и реставратора — гробницы короля Александра Ягеллона и королев Варвары и Елизаветы в кафедральном соборе (1930—1931), крипта Льва Сапеги в костёле Святого Михаила, архиепископский дворец на Кафедральной площади (1932—1935; ныне Конференция епископов Литвы).
В построенном как резиденция католического архиепископа трёхэтажном здании четырёхугольной формы одно время находился Президиум Верховного Совета Литовской ССР, а сейчас располагаются католическая Курия Вильнюсской архиепископии и Конференция епископов Литвы (угол улиц Университето и Швянтарагё, Šventaragio g. 4).
Здание средней школы на Антоколе (ныне Vilniaus Antakalnio vidurinė mokykla по адресу Antakalnio g. 29 было построено на средства виленского городского самоуправления для двух начальных школ — мужской имени генерала Желиговского и женской имени Владислава Сырокомли. Одинаковые необарочные порталы оживляют модернизированные неоклассицистские формы, доминирующие в архитектурном облике здания. В центре над входом в картуше, напоминающем барочные картуши, помещён герб Вильнюса. Здание симметричной структуры состоит из двух массивных трёхэтажных корпусов, вместе с более низким соединительным корпусом образующих полузакрытый двор.
Во время Второй мировой войны в помещениях школы был оборудован военный госпиталь. В 1944—1971 годах в этом здании действовала 5-я средняя школа, а в 1972 году расположились начальные классы 22-й средней школы. С 1973 года в этом здании начала работать восьмилетняя школа, с 1978 года ставшая Вильнюсской 18-й средней школой. В 1983 году к ней был пристроен новый современный корпус, в 1990 году передан соседний IV корпус. С 1996 года школа носила название Вильнюсской Антокольской средней школы.

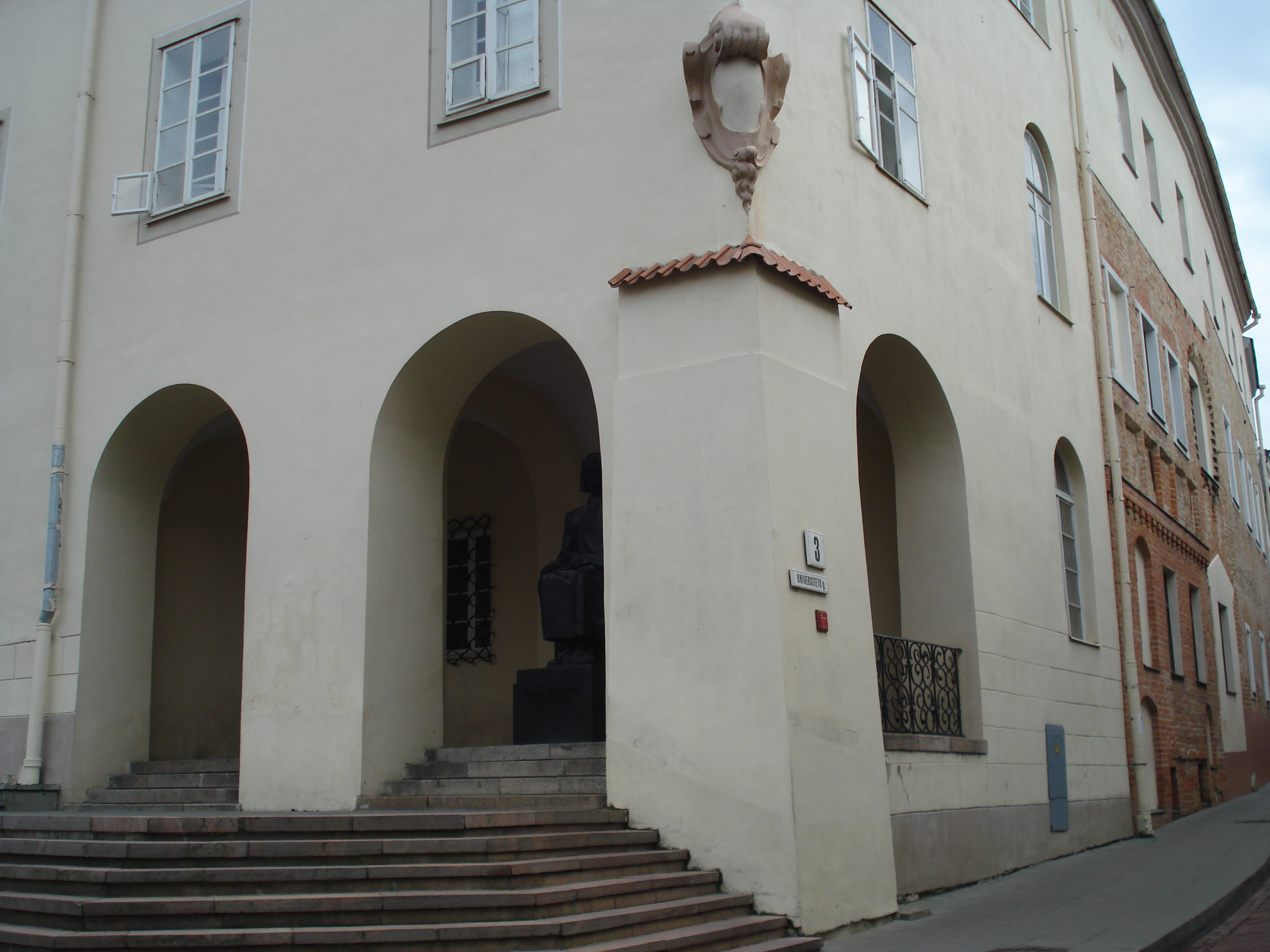
Арки Вильнюсского университета

Нарембский занимался также реконструкциями существовавших зданий и ансамблей. Ему принадлежат план благоустройства и реконструкции Кафедральной площади, проекты перестройки интерьеров ратуши (1937—1939), здания сельскохозяйственного отделения УСБ и зала Сената (1938), сельской усадьбы под Беняконями (1929), деревянного костёла в Креве (1934).
При реконструкции университетских зданий в 1938 году по проекту Стефана Нарембского в западном углу здания ректората Университета Стефана Батория были прорублены три арки.